# Дедхорс (Аляска)
Дедхорс (англ. Deadhorse — «Мёртвая лошадь») — немуниципальная территория в боро Норт-Слоп, Аляска, США, располагающаяся вдоль Северного склона Аляски, вблизи Северного Ледовитого океана. Город состоит, в основном, из комплекса строений для работников и компаний, которые работают на близлежащих нефтяных месторождениях Прадхо-Бей. В Дедхорс можно попасть по автомагистрали Далтона из Фэрбанкса или через аэропорт Дедхорс. Доступен для ограниченного посещения туристами.
Постоянное население варьируется от 25 до 50 человек. Количество временных жителей, нанимаемых различными местными фирмами, может превышать 3000.
Компании, работающие в Дедхорсе, занимаются разработкой ближайшего нефтяного месторождения Прадхо-Бей и транспортировкой нефти по Трансаляскинскому нефтепроводу(ТАН) до Валдиза, находящегося на побережье пролива Принца Вильгельма. Сооружения в Дедхорсе построены полностью на искусственных подушках из гравия и обычно состоят из готовых модулей, доставленных туда баржами или по воздуху.
Дедхорс показан в третьем и четвёртом сезонах реалити-шоу «Ледовый путь дальнобойщика», показанном на History Channel.Район Прудо-Бей, штат Аляска, был разработан для размещения персонала, обеспечения поддержки буровых работ и транспортировки нефти по Аляскинскому трубопроводу. До 1977 года нефтяные просачивания (небольшие поры или сети трещин, через которые жидкая нефть выходит на поверхность суши) на арктической прибрежной равнине привлекали внимание нефтяных интересов США. Военно-Морской Флот США бурил скважины для добычи нефти между 1944 и 1953 годами с небольшим успехом. Однако в 1967 году, после нескольких попыток бурения нефтяных скважин, слияния нефтяных компаний и проведения конкурсных торгов по продаже государственной аренды, было открыто нефтяное месторождение Прудо-Бей.
Источники конфликтуют по поводу происхождения названия этого района. Наиболее цитируемая теория, по-видимому, состоит в том, что этот район берет своё название от местного бизнеса, известного в конце 1960-х и 1970-х годах, транспортной компании «Dead Horse Haulers». Каким образом автотранспортная компания получила своё название, остаётся спорным.

## Интересные факты
Самая северная точка дорожной сети в Западном полушарии.